# Hermann Pernsteiner
Hermann Pernsteiner (Oberwart, 7 augustus 1990) is een Oostenrijks wegwielrenner en mountainbiker die anno 2024 rijdt bij de wielerploeg Team Felt Felbermayr.

## Carrière
In 2012 werd Pernsteiner derde op het nationale kampioenschap crosscountry voor beloften. Twee jaar later deed hij als eliterenner hetzelfde, toen achter Christoph Soukup en Uwe Hochenwarter. In 2015 werd hij, achter Stephan Rabitsch, tweede op het nationale klimkampioenschap. In 2016 won hij het eindklassement van de Vaude Trans Schwarzwald, een Duitse mountainbikewedstrijd.
Op de weg werd Pernsteiner in 2016 zesde in het eindklassement van de Ronde van Oostenrijk. Een jaar later werd hij onder meer zestiende in de GP Laguna Poreč en tiende in het eindklassement van de Istrian Spring Trophy. In mei 2017 werd Pernsteiner, achter Kirill Pozdnjakov, tweede in het eindklassement van de Ronde van Azerbeidzjan. De Azerbeidzjaan testte echter positief op het gebruik van methylfenidaat, waardoor Pernsteiner als winnaar werd aangewezen. Na een zesde plaats in het eindklassement van de Ronde van Slovenië en een twaalfde plaats in dat van de Ronde van Oostenrijk werd hij vijftiende in de eerste Pro Ötztaler 5500.
In 2018 werd hij prof bij Bahrain-Merida, zijn eerste grote overwinning behaalde hij dat seizoen in de GP Lugano. In zijn eerste grote ronde, de Ronde van Spanje 2018 diende hij op te geven nadat hij lange tijd in de top twintig van het klassement stond genoteerd.

## Overwinningen
2017
Eindklassement Ronde van Azerbeidzjan
2018
GP Lugano

## Resultaten in voornaamste wedstrijden
| Jaar | Ronde van Italië | Ronde van Frankrijk | Ronde van Spanje |
| ---- | ---------------- | ------------------- | ---------------- |
| 2018 |                  |                     | opgave           |
| 2019 |                  |                     | 15e              |
| 2020 | 10e              |                     |                  |
| 2021 |                  |                     |                  |
| 2022 |                  |                     |                  |
| 2023 |                  |                     |                  |

| Jaar | Ronde van Lombardije | Waalse Pijl | Clásica San Sebastián |  | WK op de weg |  | Wereldranglijsten |
| ---- | -------------------- | ----------- | --------------------- |  | ------------ |  | ----------------- |
| 2018 |                      | 55e         | 44e                   |  |              |  | 203e (UWT)        |
| 2019 | 49e                  |             |                       |  | opgave       |  | 320e (UWT)        |
| 2020 | 37e                  |             |                       |  |              |  |                   |
| 2021 | 97e                  |             |                       |  |              |  |                   |
| 2022 | 39e                  |             | 56e                   |  |              |  |                   |
| 2023 | 76e                  |             |                       |  |              |  |                   |

## Ploegen
- 2016 –  Amplatz-BMC (vanaf 1-6)
- 2017 –  Amplatz-BMC
- 2018 –  Bahrain-Merida
- 2019 –  Bahrain-Merida
- 2020 –  Bahrain McLaren
- 2021 –  Bahrain-Victorious
- 2022 –  Bahrain-Victorious
- 2023 –  Bahrain Victorious
- 2024 –  Team Felt Felbermayr
- 2025 –  ARBÖ Kärnten Sport Feld am See

Bajc · Čanecký · Edelbauer · Fidler · Gruber · Korošec · Kusztor · Mugerli · Pelikán · Pernsteiner · A. Umhaller · T. Umhaller
Agnoli · Arashiro · Boaro · Bole · Bonifazio · Božič · Colbrelli · Feng · García · Gasparotto · Haussler · G. Izagirre · J. Izagirre · Koren · Mohorič · Navardauskas · A. Nibali · V. Nibali · Novak · Padoen · Pellizotti · Per · Pernsteiner · Pibernik · Pozzovivo · Siwtsow · Visconti · Wang
Agnoli · Arashiro · Bauhaus · Bole · Caruso · Colbrelli · Dennis     · Feng · García · Garosio · Haussler · Koren · Mohorič · A. Nibali · V. Nibali · Novak · Padoen · Pernsteiner · Pibernik · Pozzovivo · Sieberg · Teuns · Tratnik · Wang · Williams
Arashiro · Battaglin · Bauhaus · Bilbao · Bole · Buitrago · Capecchi · Caruso · Cavendish · Colbrelli · Davies · Feng · García Cortina · Haller · Haussler · Inkelaar · Landa · Mohorič · Novak · Padoen · Pernsteiner · Pibernik · Poels · Sieberg · Teuns · Tratnik · Valls · Williams · Wright
Arashiro · Bauhaus · Bilbao · Buitrago · Capecchi · Caruso · Colbrelli  · Davies · Feng · Jack · Haller · Haussler · Inkelaar · Landa · Madan · Mäder · Milan· Mohorič · Novak · Padoen · Pernsteiner · Poels · Sieberg · Teuns · Tratnik · Valls · Williams · Wright
Arashiro · Bauhaus · Bilbao · Buitrago · Caruso · Colbrelli · Feng · Govekar (vanaf 1/6) · Gradek · Haig · Haussler · Landa · Maciejuk · Madan · Mäder · Milan· Mohorič · Novak · Osorio (tot 31/3) · Pernsteiner · Poels · Price-Pejtersen · Sánchez · Sütterlin · Teuns (tot 4/8) · Tratnik · Williams · Wright · Zambanini · Miholjević (stagiair)
Arashiro · Arndt · Bauhaus · Bilbao · Buitrago · Buratti (vanaf 12/4) · Caruso · Govekar · Gradek · Haig · Haussler (tot 7/4) · Kepplinger · Landa · Maciejuk · Madan · Mäder (overleden 16/7) · Miholjević · Milan· Mohorič · Pasqualon · Pernsteiner · Poels · Price-Pejtersen · Rajović · Scott · Sütterlin · Tiberi (vanaf 1/6) · Tu · Wright · Zambanini